# Nagy Vilmos (katonatiszt)
Vitéz lófő nagybaconi Nagy Vilmos (vezetékneve előfordul még Nagybaczoni Nagy, vagy Nagybaczoni-Nagy alakban is) (Parajd, 1884. május 30. – Piliscsaba, 1976. június 21.) magyar katonatiszt, vezérezredes, honvédelmi miniszter, hadtudós, aki „ember maradt az embertelenségben” (idézet Horthy Miklóstól).
Bátyjával együtt (a szegény családi háttér ellenére) komoly katonai karriert futott be. Harcolt az első világháborúban és a Vörös Hadsereg katonájaként részt vett a Magyarországi Tanácsköztársaság által folytatott hadműveletekben. 1934. május 1-jén vezérőrnaggyá léptették elő. 1942. szeptember 24-től 1943. június 12-ig honvédelmi miniszter volt a Kállay-kormányban, de a hungaristák nyomására lemondott és nyugállományba került. A nyilas hatalomátvételt követően, 1944. november 16-án Szálasi Ferenc parancsára letartóztatták defetizmus és hazaárulás vádjával. Más prominens foglyokkal együtt a sopronkőhidai fegyintézetbe zárták, ahonnan a front közeledtével Bajorországba került. Ott érte a második világháború vége és így elkerülte a neki szánt halálbüntetést.
1946-ban tért haza, majd rövid ideig a tábornoki nyugdíjbizottság tagja volt. A fordulat éve (1948) után több más ludovikás katonatársához hasonlóan őt is méltatlan támadások érték. Elvették a lakását és megvonták a szolgálati nyugdíját. Ezután kétkezi munkásként egy ideig a Pilisi Parkerdőgazdaságban dolgozott. Jó ismerőse volt Petru Groza román államelnök, akivel Szászvárosban együtt érettségiztek. Ő nem felejtette el gimnáziumi iskolatársát és az 1950-es években személyesen járt közbe az akkori magyar vezetőknél, hogy adják vissza Nagy tábornok nyugellátását. 1965 decemberében a Jad Vasem Intézet – a magyarok közül az elsők között – a „világ igazának” ismerte el. Idős korában is szellemi frissességben élt, sokat kertészkedett és írt. 1976-ban, kilencvenkét évesen hunyt el.

## Élete
Székely református köznemesi családba született. Ősei nemeslevelüket 1676-ban, Apafi Mihály erdélyi fejedelemtől kapták. A nagybaconi előnév a család lakhelyére Nagybaconra utal. Édesapja a korán elhunyt Nagy Zsigmond vagyontalan bányamérnök egy telegdibaconi gyalogszékely család sarja volt. Özvegységre jutott édesanyja, a német ősökkel is rendelkező, Hunyad megyéből származó Hermann Vilma, családja segítségével egyedül nevelte fel fiait.
A családfő halála után az édesanya szüleihez, Szászvárosba költöztek és Vilmos ott végezte el az elemi és a középiskolát. Eredetileg építész szeretett volna lenni, de édesanyjának nem volt vagyona gyermekei taníttatására, így más lehetőség híján, Béla bátyjával együtt, a díjmentes képzés miatt a katonatiszti iskolát választották.

### Pályája elején
A szászvárosi református Kuún Kocsárd Kollégium főgimnáziumában, 1902-ben jeles eredménnyel érettségizett, ezért a Ludovika Akadémiát „teljesen díjmentesen” végezhette 1902 és 1905 között, ahol végig évfolyamelső volt. 1904. március 24-én parancsnoka, Vajna tábornok dicséretben részesítette az alábbi indoklássalː

„… a kötelességteljesítés útján jó példával járt elől, a helyes közszellem megteremtéséért buzdítással munkálkodott, gyengébb tehetségű társait pedig tanulmányaikban készséges igyekezettel támogatta.”

A Ludovikát elvégezve hadnaggyá avatták és hivatásos katonai pályafutását a szabadkai 6. gyalogezrednél kezdte meg. Bár a Magyar Királyi Honvédséget (főleg karrierlehetőség szempontjából) annak idején hátrányosabbnak tekintették, mint a közös k. u. k. alakulatokat, azonban a honvédség magyarabb, hazafiasabb szellemű volt és később innen is sok kiemelkedő képességű katona került ki. A csapatszolgálat nem elégítette ki érdeklődését, ezért 1909 és 1912 között elvégezte a bécsi hadiakadémiát. 1912-ben kötött házasságot anyai ágon első fokú unokahúgával, sepsibaconi Nagy Zelmával, akitől hat gyermeke született, de közülük csak négy érte meg a felnőttkort. Gyermekeiket református hitben és hazafias szellemben nevelték.
1912-ben a 79. gyalogdandár vezérkari tisztje lett főhadnagyként és harmincévesen már századosként harcolt az első világháborúban. Részt vett a Szerbia elleni hadműveletekben, a Szurmay-hadtest tagjaként a Kárpátokban zajló téli csatákban, részese volt a gorlicei áttörésnek és a Volhíniában lezajlott küzdelmeknek, majd egy éven át a Keleti-Kárpátokban az orosz csapatok ellen védekező 16. honvéd gyalogdandár vezérkarának volt hadműveleti tisztje. A hadi események során tanúsított helytállásáért 3. osztályú hadi díszítményes katonai érdemkeresztet kapott, valamint három alkalommal részesült a legfelsőbb dicsérő elismerésben.
1915 augusztusa és 1916 júniusa között és a háború végén, 1918 elejétől ismét a Honvédelmi Minisztériumban szolgált. Itt érte az őszirózsás forradalom. A tisztikar többségéhez hasonlóan korábbi pozíciójában maradt, remélve, hogy az új kormány legalább részlegesen megvédi az ország területi integritását. Ezért is lett a fővárosban szervezett, területvédelmi célú Székely Nemzeti Tanács egyik vezetője. 1919 elején felderítési adatok alapján tanulmányokat, valamint jelentéseket készített az Erdélyben előrenyomuló román erőkről és sürgette az ellenük való határozott katonai fellépést. Az erőviszonyokat figyelembe véve valószínűsíthető, hogy egy akkori gyors magyar támadás Erdély egy részének felszabadítását jelenthette volna, de az antant jóindulatában bízó Károlyi-kormány nem vállalta fel a katonai ellenállás veszélyeit.
1919 márciusában, a Magyarországi Tanácsköztársaság átvette a hatalmat és a Vörös Hadsereg megkezdte a védekezést Stromfeld Aurél vezetésével, akihez Nagy Vilmost személyes jó kapcsolatok fűztek, így a területvédelem miatt ő is maradt a Vörös Hadseregben. Jelentős szerepe volt a május-júniusi északi hadjárat ellátásának megszervezésében, de az állami szintre emelt terrort mélyen elítélte.

### Vezénylő főtiszt
A háború és a trianoni sokk után formálódó új rendszer számított további szolgálataira: a minisztériumban, majd az újjászervezett Magyar Királyi Honvédség főparancsnokságán szolgált 1925-ig. Közben 1919-ben őrnaggyá, 1921-ben alezredessé, 1925-ben ezredessé léptették elő és Csáky Károly honvédelmi miniszter szárnysegédjének nevezték ki. 1923-ban első világháborús érdemeiért felvették a vitézi rendbe (637-es sorolási számon).
Rendszeresen publikált és foglalkozott a hadtudomány és a hadművészet aktuális kérdéseivel. A korszak háborúiból (abesszíniai háború, spanyol polgárháború) azt a következtetést vonta le, hogy a gyorsan mozgó alakulatoknak fontos szerepük lesz a jövendő háborúk során. A Magyar Katonai Szemle 1936. februári számában így vélekedett az elkövetkező háborúrólː „A mozgékonyság, a gyorsaság, a meglepetés új értelmet fog kapni a jövő háborújában, sikerre csak ezen lehetőségeket kihasználva számíthatunk a várható túlerő elleni harcban.”
1927–31 között az I. vegyes dandár vezérkari főnöke, 1931–33-ban főparancsnoki szárnysegéd volt. 1934. május 1-jén vezérőrnaggyá léptették elő, majd a HM Katonai Közigazgatási Csoport főnöke lett. Altábornagyi rendfokozatát 1937. május 1-jén kapta, s a következő évtől a budapesti I. hadtest parancsnoka volt. Érdekelték a katonai sportok, személyesen is megjelent military lovaglásokon. 1938. október végén az első bécsi döntés előkészületeként hadteste bevonult Ipolyságra, ahol a vármegyeháza erkélyén beszédet tartott.
Ezután rövid ideig a hadsereg főparancsnokának gyalogsági szemlélője, majd egy év múlva, 1940. március 1-jén kinevezték az újonnan felállított 1. magyar hadsereg parancsnokává. Két hónap múlva megkapta a legmagasabb magyar tábornoki rendfokozatot, vezérezredessé léptették elő. A második bécsi döntés nyomán visszaszerzett magyar területre 1940. szeptember 10-én a honvédség élén szintén lovon vonult be Marosvásárhelyre. Az 1. hadsereg parancsnokaként szervezte az új határok biztosítását, az ideiglenes katonai közigazgatást és a lakosság élelmiszer-ellátását.
Az 57 éves tábornok azonban nem azonosult Werth Henrik vezérkari főnökkel, nem támogatta őt a Teleki-kormánnyal folytatott vitájában. A Teleki-Bethlen-féle politikai körökben, akik Werthtel elégedetlenek voltak, Nagyot tekintették alternatívának a hadseregvezetői pozícióban, ezért Werth kellemetlenkedő intézkedéseket tett vetélytársával szemben, már az erdélyi bevonulását megelőző időktől fogva. 1941 januárjában Werth, rájátszva Nagy imrédista hírbe keveredésére, szorgalmazni kezdte nyugállományba küldését, amit a bizalmatlan Horthy március 31-ei hatállyal jóváhagyott. Úgy látszott, ezzel katonai karrierje a végéhez érkezett.

### Üzleti kapcsolatai és a miniszteri kinevezése
Mind ő, mind a bátyja jó kapcsolatot ápolt a magyar gazdasági élet számos meghatározó személyiségével. Nyugállományba helyezését követően gazdasági társaságoknál felügyelőbizottsági tisztségeket töltött be, például Győrffy-Bengyel Sándor közellátásügyi tárca nélküli miniszter közbenjárásával megválasztották a Dunai Repülőgépgyár igazgatótanácsi elnökének. A gyár elnökségében olyan jelentős üzletemberek voltak, mint Chorin Ferenc és Weiss Jenő. A honvédség élelmezését biztosító egyik nagy beszállító vállalat, a szabadkai Hartmann és Társa húsfeldolgozó és konzervgyár tulajdonosának, Hartmann Józsefnek kikeresztelkedésekor elvállalta a keresztapaságát. A köztük lévő kapcsolat régről fakadt, hiszen még első világháborús harctéri barátság is összefűzte őket.
Miután Bartha Károly addigi honvédelmi minisztert a Kállay-kormány vonalával összeegyeztethetetlen, németbarát politikai meggyőződése miatt lemondatták, olyan tábornokot kerestek a helyére, aki a Harmadik Birodalomnak való teljes kiszolgáltatottság elkerülésében támogatni tudja a kormányfőt és Szombathelyi Ferenc vezérkari főnököt. Erre a szerepkörre szinte kizárólag a magyar szélsőjobboldali politikával szembeni ellenérzéseiről ismert, angolbarát, finánctőkés kapcsolatokat fenntartó Nagy Vilmos tűnt alkalmasnak. Bartha leváltását leginkább az húzta el, hogy Horthy nem bízott az utódjának ajánlott Nagyban, ezért 1942. szeptember 20-án, Horthy gödöllői rezidenciáján megjelenve tisztáznia kellett, hogy milyen viszonyban áll Imrédy Bélával. Nagy csak azután kapott felkérést a miniszteri tárca átvételére, hogy a kormányzó meggyőződött afelől, hogy nem ápol kapcsolatot a nemzetvezetői ambíciókat álmodó Imrédyvel. Miniszteri tevékenysége idejére üzleti tagságait szüneteltette.

### A miniszter
Horthy Miklós kormányzó 1942. szeptember 21-én felkérte a honvédelmi miniszteri tárca vezetésére. Az előző napi, gödöllői találkozójukon már közölte vele, hogy az új honvédelmi minisztertől várja „a honvédség Bartha számlájára írandó megromlott szellemének és fegyelmének helyreállítását”. Nagy meggyőződéséhez híven mindent megtett, hogy a honvédséget távol tartsa a politikától. Azonban a Honvédelmi Minisztériumban Bartha többségben levő hívei, javarészt németbarát és szélsőjobboldali beállítottságú emberek bizalmatlansággal és ellenszenvvel fogadták, különösen a zsidó munkaszolgálatosok helyzetének javításával kapcsolatos intézkedési tervei váltottak ki ellenérzést.
Törekedett az itthon maradt csapatok modernizálására és megőrzésére, hogy az 1918 végéhez hasonlatos összeomlás még egyszer ne következhessen be. Még minisztersége előtt küldték a keleti frontra azt a Magyar 2. hadsereget, amely azután Voronyezsnél tragikus módon megsemmisült. Onnan visszatérve már sejtette, hogy nincs esély a győzelemre, bár azt ő sem tudhatta, hogy télen hol indul majd a pusztító erejű szovjet offenzíva. Miniszterként már nem volt sok mozgástere: a magyar hadsereg a németek kötelékében, azoknak alárendelve harcolt a Don-kanyarnál, és bár sürgette az utánpótlást és a körülmények javítását, kéréseit a németek nem vették figyelembe. A harcban álló csapatokat ugyan nem volt módja hazahozni, de lehetőségeihez képest minden eszközzel segítette a honvédeket, a fegyveres katonákat és hozzátartozóikat, valamint a munkaszolgálatosokat, az úgynevezett „muszosokat” is.
Intézkedéseket hozott a munkaszolgálatosok helyzetének, a velük való bánásmód javítására. Eltörölte azokat a rendelkezéseket, amelyek a harctéri szolgálatból leváltásban, vagy az ellátmány juttatásában hátrányosan megkülönböztették öket, és fellépett az ütlegelésükkel szemben. Vagy például, amikor miniszterként a Kijev környéki szemléje során tapasztalta az ott szolgáló munkaszolgálatos katonák ruházatának hiányosságait, elrendelte, hogy az elesettek „végleg kihordott” téli egyenruháit osszák ki közöttük. Intézkedéseinek hatására maguk a munkaszolgálatot ellátók is elismeréssel szóltak a szolgálati körülményeikben beállt pozitív változásokról. Az Országházban kijelentette, hogyː „a honvédelemben nem ismer fajokat, felekezeteket, csak jó és rossz katonákat.”
Ezek az intézkedések és kijelentések azonban a minisztérium tisztikarában és a politikusok egy részében ellenszenvet váltottak ki. Politikai megítélése egyre romlott, hiszen akadályozta a hadseregen belüli antiszemitizmus és a muszosokkal való embertelen bánásmód érvényesülését. Élesen tiltakozott az ellen, hogy a németek kérésére 10 000 magyar zsidó munkaszolgálatost a szerbiai Bor rézbányáiba küldjenek. 1943 februárjában határozottan ellenezte, hogy eleget téve a németek követelésének, magyar csapatokat küldjenek a Balkánra.

#### A 2. magyar hadsereggel kapcsolatos tevékenysége
Nagy 1942. október 15-én utazott Hitler vinnyicai főhadiszállására bemutatkozó látogatására, ahonnan a frontra indult a hadsereget megszemlélni. Kállay Miklós miniszterelnök ezt megelőzően részletes tájékoztatással és utasításokkal látta el, többek között arra nézve, hogy a Magyar 2. hadsereg utánpótlásával kapcsolatban kizárólag a 20 000 főnyi váltásra és a már megígért két megszálló hadosztályra szorítkozzék, többre ne tegyen ígéretet. Hitlerrel szemben gyakorlatilag nem jutott szóhoz, így kénytelen volt annak üres ígéretével távozni, hogy a 2. hadsereg meg fogja kapni a rendkívül hiányolt nagy hatású páncéltörő fegyvereket, valamint az olasz és német tartalék hadosztályok megérkeztével arcvonalát is meg fogják rövidíteni.
A fronton a 2. hadsereget a sikertelen urivi hídfőcsaták utáni állapotban találta, 200 km hosszú védőállásokban. A hadsereg parancsnoka, Jány Gusztáv vezérezredes tájékoztatta a hadsereg helyzetéről és feladatairól, melyeket erősítések híján nem tudott ellátni. Jány közölte, hogy az adott körülmények között nem tud felelősséget vállalni a hadseregért és felmentését kéri. Nagy a vele baráti viszonyban álló Jány megnyugtatásán kívül nem tudott ígéreteket tenni, hiszen kötötte Kállay utasítása. Sem a magyar politika, sem a hadseregvezetés nem óhajtotta a 2. magyar hadsereg megerősítését. Jány kérése ellenére a hazai Turán harckocsikból nem pótolhatta a 2. hadsereg megfogyatkozott harckocsiállományát, mivel rendkívüli nehézségek árán felszerelés alatt álló két páncéloshadosztályt Románia ellen viselt háború esetére hozták létre. Nagy Maximilian von Weichs vezérezredest, a német B hadseregcsoport parancsnokát felkeresve kérte a hiányok megszüntetését. Weichs megértően viselkedett, de ígéreteket maga is hiányokkal küzdve nem tett.
Nagy Horthyhoz fordult értékelésével, miszerint „egy pillanatig sem kétséges előtte, hogy a hadsereg jelen állapotában a vonalat megvédeni nem tudja, azt az oroszok át fogják törni.” Nagy a 2. hadsereg utánpótlása, nyomorúságos helyzetének javítása és a kormánynak az erők megőrzésére irányuló, saját maga által is támogatott politikája közti ellentétet nem sikerült feloldania. Göring 50. születésnapja alkalmából 1943. január első napjaiban Nagy Berlinben vendégeskedett, de a Reichsmarschall előtt nem került szóba a 2. hadsereg felszerelése. Wilhelm Keitel a szovjet támadás 1943. január 12-i megindulása után továbbra is üresnek bizonyuló ígéretekkel igyekezett megnyugtatni Nagyot a hiányzó felszerelésre és a 2. hadsereg helyzetének tisztázására vonatkozóan.
Nagy február végén a kormányt tájékoztatva beszámolt a mintegy 70 000 fő megmaradt állományról, a 70%-os anyagi veszteségről, a nehézfegyverzet teljes elvesztéséről, a 367 millió pengősre becsült anyagi kárról. A magyar hadvezetés elgondolása az, fejtette ki Nagy, hogy „több embert nem küldünk ki a harctérre és több felszerelést sem.” A 2. hadsereg Belgorod közelében összevont maradványainak hazahozása céljából Kállay és Nagy egyaránt szükségesnek tartották, hogy további megszálló hadosztályokat küldjenek a Szovjetunió területére. Ez végül az eddigi kettő mellett újabb két megszálló hadosztályt tett ki, melynél Nagy szerint „többet nem bocsáthatunk és nem bocsátunk a keleti front rendelkezésére. A kiszállítás is csak akkor indul meg, ha a 2. hadsereg zöme már hazajött.”

#### Politikai ellehetetlenülése
Hitler 1943 elején a Balkánra küldendő megszálló hadosztályokat kért, melyet Szombathelyi a kormánnyal való konzultáció nélkül megígért. A kormány azonban a nyugati szövetségesekkel való különbéke érdekében a hadosztályok kiküldését megtagadta. Hitler ezt barátságtalan lépésnek tekintette és Kállayt, valamint a vele egyetértő Nagyot tekintette felelősnek érte. Horthy 1943. áprilisi látogatásán a Kállay-kormány politikájáról komplett bűnlajstromot ismertetett a kormányzóval és Magyarország áldozatvállalását elégtelennek minősítette. Emiatt a szélsőjobboldali pártok politikai támadást indítottak Nagy ellen, noha magyarsága megkérdőjelezhetetlen és hazaszeretete is példaértékű volt. Üzleti kapcsolatai miatt zsidóbérencnek titulálták, „tengelyellenességgel” vádolták, interpelláltak ellene és 2. hadsereg pusztulását Nagy szűkmarkúsága következményének állították be.
Incze Antal és Rajniss Ferenc imrédista, Magyar Megújulás párti képviselők interpellációs tervezetet nyújtottak be a parlament 1943. május 4-i ülésére, amelyben egyrészt bátyja, Nagy Béla feleségének zsidó származását kifogásolták, másrészt pedig azt, hogy Nagy Vilmos két részvénytársaságnál meglévő igazgatótanácsi tagságát átadta bátyjának, s ezt összeegyeztethetetlennek tartották a honvédelmi miniszteri tisztséggel. Az interpelláció hírére Nagy tájékoztatta Kállayt és Horthyt a személye ellen indított általános szélsőjobboldali támadásról, melynek hátterében Németország akcióját sejtette. Felajánlott lemondását azonban nem fogadták el. Az interpelláció végül nem hangzott el, mert Kállay a háborús helyzetben tűrhetetlennek minősítette és kieszközölte Horthytól az ülést elnapolását, viszont a szélsőjobb a szövegét nyomtatásban terjesztette és a támadásokat is folytatta.
Kállay ekkor a kormány megmaradása érdekében már hajlamos lett volna Nagyot meneszteni, Horthy azonban elutasította ezt. A hírszerzés lehallgatta Filippo Anfuso olasz nagykövet Rómába küldött rádiótáviratát, melyben 1943. májusában Dietrich von Jagow német küldöttel folytatott beszélgetését említette. Ebben Jagow a Kállay kormány bukását remélte és Nagy menesztésének követeléséről beszélt. Kállay magához kérette Anfusót, aki további szemrehányásokat tett a német kívánságok megtagadása miatt. Kállay ezután Hitler és Mussolini akaratára hivatkozva már sikeresen meggyőzte Horthyt Nagy lemondásának elfogadásáról. A nyomásnak engedve immár sem a kormányzó, sem a kormányfő nem állt ki mellette.
Keresztes-Fischer Ferenc figyelmeztetéséből értesülve, hogy Kállay miniszterelnök nem képes és már nem akarja őt megvédeni, 1943. június 8-án Nagy benyújtotta lemondását. Utódjává vitéz csataji Csatay Lajos vezérezredest nevezték ki. A napilapok méltatták a távozó miniszter személyét, a szociáldemokrata Népszava június 16-ai számában szokatlan elismeréssel írt róla. Bajcsy-Zsilinszky Endre június 10-ei, a kormányzóhoz intézett emlékirata szintén figyelemre méltó módon értékeli a volt minisztert. Marosvásárhely díszpolgárává választotta, de a németek 1944. március 19-ei bevonulása (Margarethe hadművelet) az oklevél átadását már nem tette lehetővé.

### Nehéz évek
Nagy Vilmos a háttérből továbbra is támogatta a különbékéért munkálkodókat. A szélsőjobboldal azonban nem elégedett meg az eltávolításával. A nyilas hatalomátvételt követően, 1944. november 16-án Szálasi Ferenc parancsára csendőrök jelentek meg klotildligeti lakásán, és letartóztatták. Defetizmus és hazaárulás vádjával illették és a legsúlyosabb hadbírósági ítéletet akarták kimondatni rá. Két napot a svábhegyi Lomnic szállodában lévő nyilas fogházban töltött, majd korábban letartóztatott bátyjával, Bélával és más foglyokkal együtt a sopronkőhidai állami fegyintézetbe szállították. Onnan az oroszok közeledtének hírére, Barcsay Árpád csendőr alezredes vezényletével, keserves körülmények között először a bajorországi Passauba, majd onnan Pfarrkirchenbe került. Innen gyalogmenetben Gschaidre terelték. A Honvédelmi Minisztérium azonban közbelépett, és az időközben Simbachba került foglyokat teherautókon Tannba, a minisztérium állomáshelyére vitték. Ismét szabad emberek lettek. Tannból 1945. április 28-án, vasárnap bátyjával együtt Zimmernbe (ma Tann része) mentek, ahol egy bajor gazda tanyáján kaptak szállást. Itt érték őket az amerikai csapatok 1945. május 1-jén.
Magyarországra 1946-ban tudott csak visszatérni. A koalíciós időkben rövid ideig a tábornoki nyugdíjbizottság tagja volt. A fordulat éve (1948) után sok más társához hasonlóan őt is méltatlan támadások érték, lakását elvették, és kényszerlakhelyre költöztették. 1951-ben az addig folyósított 1351 forintos nyugdíját megvonták. Olyannyira kiesett a kommunista rezsim által még viszonylag megtűrtek csoportjából is, hogy esetleges munkavállalását is megnehezítették, a Magyar Néphadseregben katonatisztként szolgáló fiát pedig évekre börtönbe vetették.
Más lehetősége nem lévén, kétkezi munkásként a Pilisi Parkerdőgazdaságban ültette-gondozta a facsemetéket, majd amikor innen is eltávolították, az akkor már szövetkezetté szervezett cigány szegkovácsok közé került, ahol még kovácsként dolgozhatott. Az ötvenes évek elején azonban aligha várt esemény következett be az életében. Az ötvenéves érettségi találkozót dr. Petru Groza, az akkori román államelnök szervezte, akivel annak idején osztálytársak voltak. Természetesen Nagy Vilmos is kapott meghívót, aki válaszlevelében közölte, hogy sem pénze, sem útlevele nincs, így a találkozón nem vehet részt. A román államelnök szavának azonban súlya volt az akkori magyar politikai élet szereplői előtt, így Rákosi Mátyás kényszeredett segítségével mégis eljutott az ünnepségre. 1954-ben kiengedték fiát a börtönből. Groza elnök további közbenjárására megint kapott nyugellátást, és 1959-ben visszaadták a korábban elvett ingatlanjait is.
A sok viszontagság és meghurcoltatás után, még életében jelentős nemzetközi elismerést kapott, hiszen a jeruzsálemi Jad Vasem Intézet 1965. december 14-én a „Világ Igaza” címmel tüntette ki. Az idős tábornok szellemi frissességben élt haláláig, sokat kertészkedett, írt és olvasott. 1964-ben dolgozta át a még 1947-ben megjelentetett Végzetes esztendők című művét. A hosszú életű katona röviddel kilencvenkettedik születésnapja után, 1976. június 21-én távozott az élők sorából Piliscsabán, ahol ma utca őrzi emlékét.

## Írásai
Nagybaczoni Nagy Vilmos néven katonai-elméleti szakíróként jelentős tevékenységet végzett. Elemzéseket készített az első világháború során folytatott szerbiai hadműveletekről és többkötetes tanulmányt írt a Románia elleni hadjáratról. A hadművészet elméletével is foglalkozott, például a gyorsan mozgó csapatok jelentőségével. Szerkesztőként hozzájárult az 1942-ben kiadott Hadtudományi enciklopédia kiadásához, melynek előszavát is ő írta. Számos, saját harctéri és vezérkari tapasztalatai alapján írt műve nélkülözhetetlen forrás korának jobb megismeréséhez, melyek közül több nyomtatásban is megjelent:
- Szerbia meghódítása, események a Balkánon 1915–1918. Budapest : Heinrich Nyomda, 1929
- Az 1914 évi szerbiai hadjárat. Budapest : Szerző Kiadása, 1930
- A Románia elleni hadjárat, 1–3. kötet. A M. Kir. Honvédelmi Ministerium Kiadása, Budapest, 1923
- A támadás. Budapest : M. Kir. Országos Tiszti Tudományos és Kaszinó Egyesület Katonai Irók Köre, 1926
- Végzetes esztendők, 1938–1945 (emlékirat). Budapest : Körmendy, 1947; 2., átdolgozott kiadás: Budapest : Gondolat Kiadó, 1986
- Pór Dezső és Zsadányi Oszkár: Te vagy a tanú! Ukrajnától Auschwitzig c. könyv előszavát írta Nagybaczoni Nagy Vilmos. Budapest : Kossuth Irodalmi és Könyvkiadó Vállalat, 1947[39]
- Megkésett riport Nagybaczoni Nagy Vilmos (1884–1976) ny. vezérezredes volt honvédelmi miniszterrel Piliscsaba-Klotildliget 1974. augusztus 12./ [riporter] Héjjas Pál. In: Tanulmányok Pest megye múltjából / [szerk. Halász Csilla, Tóth Judit]. Budapest : Pest M. Lvt., 2006-. 2007, 75-138. p.

## Emlékezete

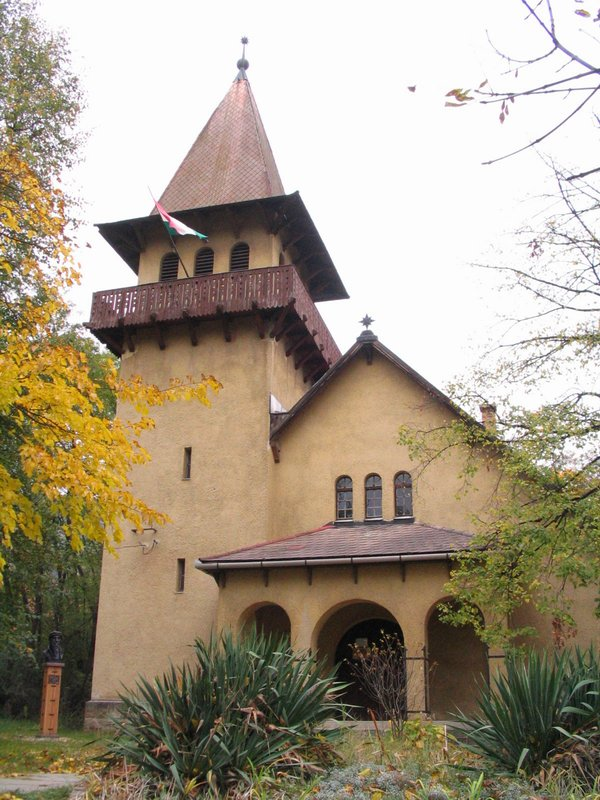
Református templom Klotildligeten

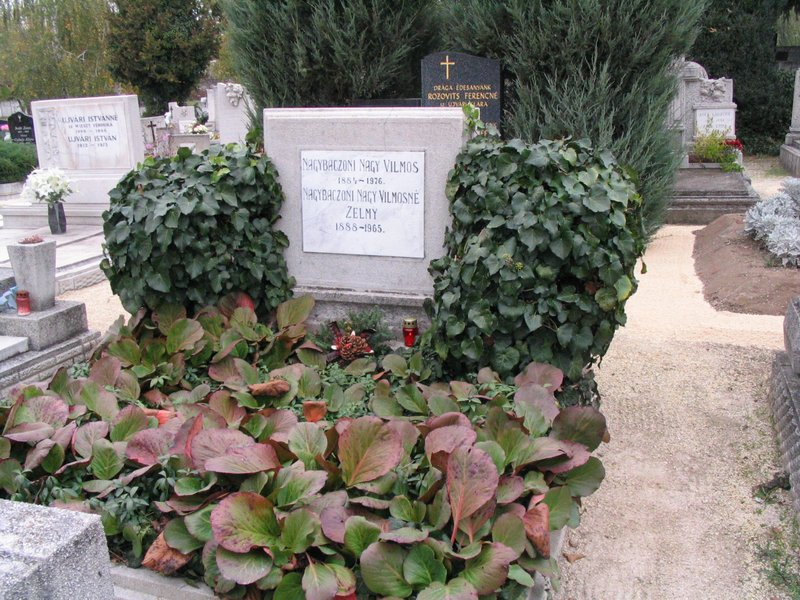
Sírja Piliscsabán

Nagy Vilmos egyike a magyar katonai hivatás, a hazafiság és az önfeláldozás legkiválóbbjainak. Mégis a nyilasok majd a szovjet megszállók és a magyar kommunista hatalom is bosszúhadjáratot folytatott ellene. A méltatlan körülmények között élt és sokáig elfeledett honvédtábornok elismerésére csak halála után, az 1990-es években bekövetkezett politikai változások adtak némi lehetőséget. Kezdeményezésére – és tervei alapján – épült fel, ifjúkori álmait megvalósítva 1939-ben Klotildliget református temploma. A templom melletti utca is róla lett elnevezve.
- A jeruzsálemi Jad Vasem Intézet 1965. december 14-én a „Világ Igaza” címmel tüntette ki. Az intézet kertjében emléktábla őrzi a nevét (Nagybaczoni-Nagy).[2]
- 1994-ben Kisfaludy András Végzetes esztendők címmel az életéről készített dokumentumfilmet.[14]
- A második évezred utolsó évében, 2000. szeptember 9-én tartották a „Piliscsabaiak Első Világtalálkozója” ünnepséget, ahol Nagybaczoni Nagy Vilmos posztumusz „Piliscsaba Díszpolgára” kitüntetést kapott a községért tett nagylelkű felajánlásaiért, áldozatos munkájáért. A régi piliscsabaiaknak – akik még személyesen ismerték és tisztelték őt – régi vágya teljesült azzal, hogy Piliscsaba önkormányzata a díszpolgárok sorába emelte. A kitüntetést a tábornok unokái, Fáy Andrásné és Nagy Károlyné vették át.[41][42]
- 2003. június 18-án a Nemzeti Emlékhely és Kegyeleti Bizottság – azonosulva a Magyarországi Zsidó Hitközségek Szövetsége és a Munkaszolgálatosok Országos Egyesülete javaslatával – emléktáblát állított a volt honvédelmi miniszter emlékének megörökítésére. A már említett szervezetek és a Hadtörténeti Intézet és Múzeum együttműködése eredményeként az emléktábla ünnepélyes felavatására és megkoszorúzására a múzeum díszudvarán került sor. Az emléktábla szövege azt hirdeti: „ember maradt az embertelenségben”.[43]
- 2004-ben, születésének 120. évfordulója alkalmából, származási helyén, a háromszéki Nagybaconban emléktáblát avattak tiszteletére.[44]
- 2006. szeptember 9-én a piliscsabai temetőben katonai tiszteletadás mellett nyughelyét a Nemzeti sírkerthez tartozó temetkezési hellyé nyilvánították.[23]